# Huitième collège du Nord (Cambrai) de 1831 à 1848
Le huitième collège du Nord était l'une des 12 circonscriptions législatives françaises que comptait le département du Nord pendant la Monarchie de Juillet.

## Description géographique et démographique
Le 8e collège du Nord (Cambrai) était situé à la périphérie de l'agglomération Cambrésienne. Ceinturé entre le Pas-de-Calais, les arrondissements de Douai et Valenciennes, la circonscription est centrée autour de la ville de Cambrai.  
Elle regroupait les divisions administratives suivantes :  Canton de Cambrai-Est et le Canton de Cambrai-Ouest.

## Historique des députations
| Législature    | Début de mandat | Fin de mandat   | Député élu                     | Parti politique              | Observations                                       |
| -------------- | --------------- | --------------- | ------------------------------ | ---------------------------- | -------------------------------------------------- |
| 2e législature | 5 juillet 1831  | 25 mai 1834     | Amédée Lallier-Frémicourt      | Majorité gouvernementale     |                                                    |
| 3e législature | 21 juin 1834    | 24 juin 1835    | Amédée Lallier-Frémicourt      | Centre                       | Décès du député Lallier-Frémicourt le 24 juin 1835 |
| 3e législature | 4 août 1835     | 3 octobre 1837  | Alexandre Auguste d'Haubersart | Majorité ministérielle       |                                                    |
| 4e législature | 4 novembre 1837 | 2 février 1839  | Alphonse Taillandier           | Opposition constitutionnelle |                                                    |
| 5e législature | 2 mars 1839     | 12 juin 1842    | Alphonse Taillandier           | Centre gauche                |                                                    |
| 6e législature | 9 juillet 1842  | 6 juillet 1846  | Alexandre Auguste d'Haubersart | Majorité ministérielle       |                                                    |
| 7e législature | 1er août 1846   | 24 février 1848 | Alexandre Auguste d'Haubersart | Majorité ministérielle       |                                                    |